# Cercle Artístic de Sant Lluc
El Cercle Artístic de Sant Lluc és un centre de pràctica artística i foment cultural fundat a Barcelona el 1893 per Joan Llimona, Josep Llimona, Antoni Utrillo, Alexandre de Riquer, pel regidor Alexandre M. Pons i un grup d'artistes seguidors del bisbe Josep Torras i Bages, com a reacció a l'humor anticlerical del modernisme i al Cercle Artístic de Barcelona, que consideraven frívol. Es caracteritzaven per la seva moral rígidament catòlica (que fins i tot prohibia el nu artístic), pel culte a les virtuts familiars i pel desig d'entroncar amb la humilitat dels gremis medievals.
La primera seu del Cercle, l'any 1893, van ser les golfes de la xocolateria Cunill del carrer Call. L'any 1895 el Cercle es traslladà al carrer dels Boters, 6 (vegeu casa Antoni Samà). Entre 1903 i 1936 l'entitat passà a ocupar la planta baixa de casa Martí, projectada per l'antic soci Puig i Cadafalch i abans seu d'Els Quatre Gats. Després d'un llarg tancament i d'un bienni d'acollida provisional a l'Institut Balmesià, l'any 1953 el Cercle inaugurà la nova seu al Palau Castell de Pons del carrer del Pi, 16. L'entitat posteriorment fou desallotjada i engegà una campanya per a l'obtenció d'una nova seu, aconseguida finalment per cessió de l'Ajuntament de Barcelona del Palau Mercaders, al carrer de Mercaders 42, on programa exposicions de manera regular i ofereix classes de dibuix, pintura, modelatge i gravat.
Entre els seus presidents figura Lluís Serrahima, i entre els seus membres s'hi poden comptar Dionís Baixeras, Iu Pascual, Antoni Gaudí, Joaquim Vancells i Vieta, Joaquim Renart i Garcia, Ramon Sunyer i Clarà, així com Joaquim Torres-Garcia, Josep Pijoan, Feliu Elias, Darius Vilàs, Francesc d'Assís Galí, Eugeni d'Ors i altres artistes aconfessionals que assistien a les seves aules de dibuix. Hom considera que van marcar moltes de les característiques del noucentisme. En la seva etapa anterior a la Guerra Civil, va recollir una biblioteca notable amb nombre rellevant de revistes catalanes i estrangeres. Acabada la guerra, donà suport a les activitats d'entitats com l'Agrupació Dramàtica de Barcelona i de la Coral Sant Jordi, i va emparar les primeres actuacions dels Setze Jutges i d'Els Joglars. També fundà el Premi de Dibuix Joan Miró.
El 1993 va rebre la Creu de Sant Jordi. i el Premi ACCA.
El 2011 va ser declarada associació d'interès cultural per la Generalitat de Catalunya.

## Membres il·lustres
- Antoni Gaudí
- Joan Miró
- Joan Llimona
- Josep Llimona
- Alexandre de Riquer
- Joan Prats i Vallès
- Sebastià Gasch
- Oriol Bohigas
- Josep Maria Codina Corona

Els Amics de l'Art Litúrgic foren una secció del Cercle Artístic de Sant Lluc, creada l'any 1922 amb l'objectiu de fomentar un art religiós renovat i modern, que fos alhora funcional i respectuós de les necessitats de la litúrgia. Seguint com a model les reivindicacions sobre el cant gregorià que Pius X expressa en Motu proprio, els Amics de l'Art Litúrgic porten la renovació litúrgica en l'àmbit de les arts, amb una especial atenció a les anomenades arts decoratives. Dirigida pel vilafranquí Manuel Trens, consiliari del Cercle Artístic de Sant Lluc i director del Museu Diocesà de Barcelona, l'associació comptava amb una doble presidència d'honor: d'una banda Francesc Vidal i Barraquer, cardenal-arquebisbe de la seu de Tarragona i gran defensor de la predicació en català; d'altra banda Josep Puig i Cadafalch, president de la Mancomunitat i antic soci del Cercle Artístic de Sant Lluc.

## Galeria d'imatges

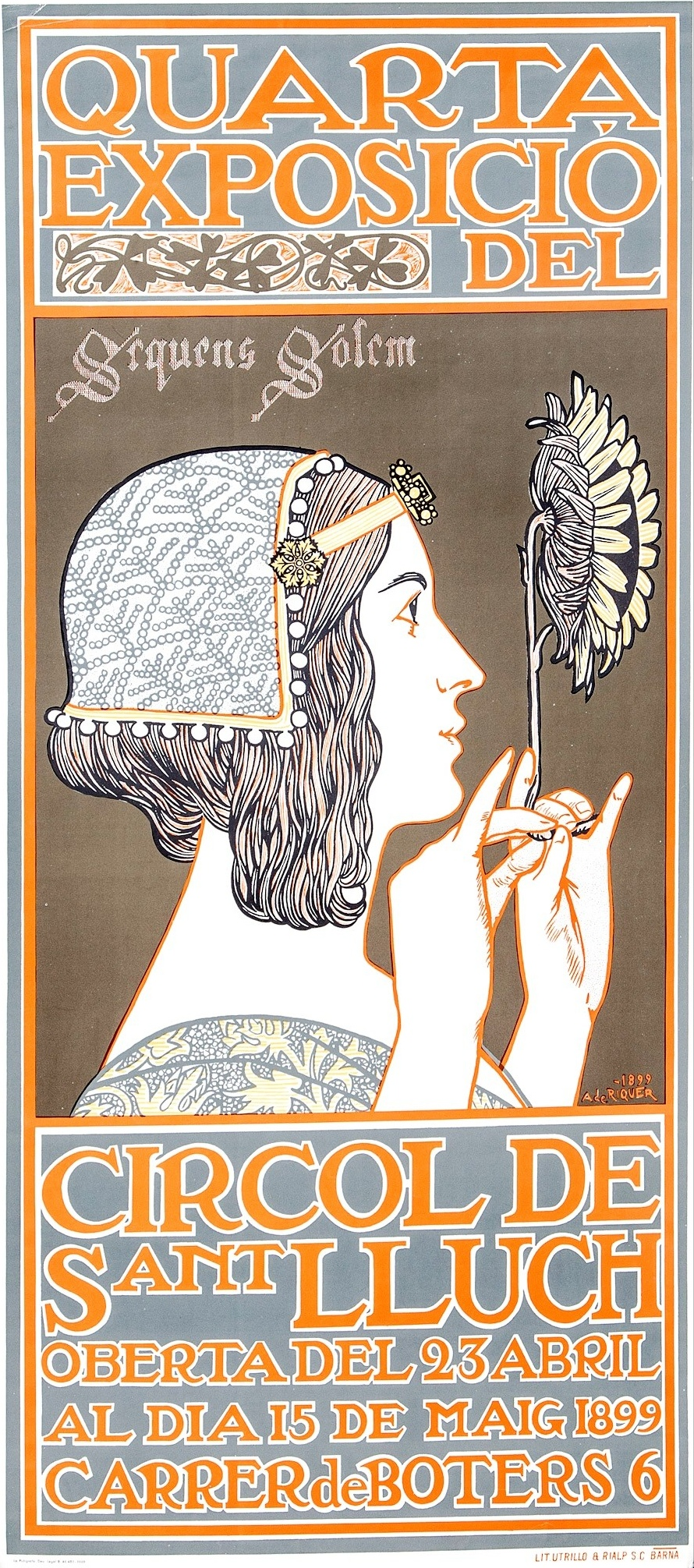
Cartell d'una exposició al Cercle Artístic de Sant Lluc fet per Alexandre de Riquer l'any 1899
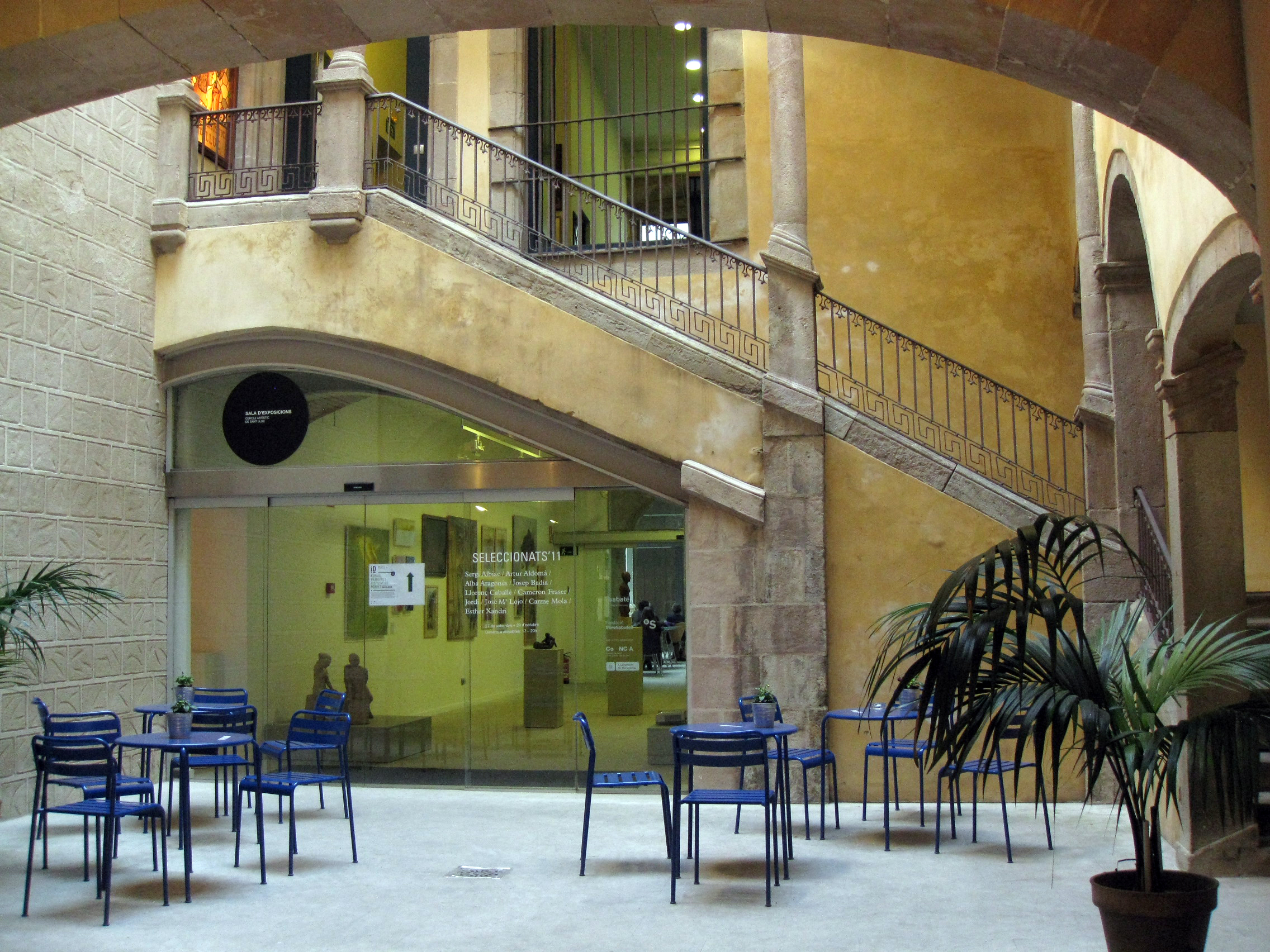
Pati
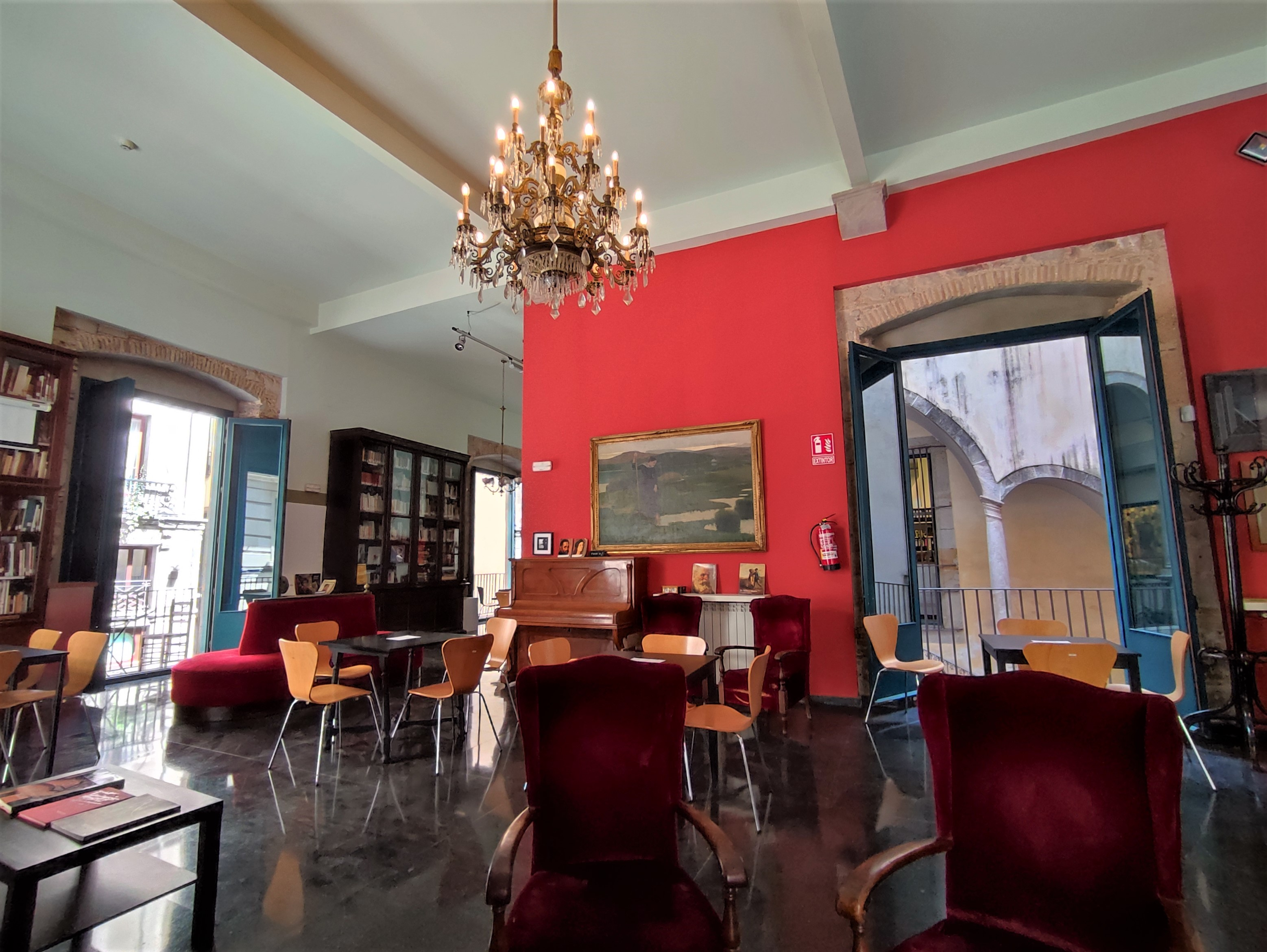
Sala a la primera planta